# Concorezzo
Concorezzo (pronuncia [koŋkoˈrɛttso] o [koŋkoˈrettso]; Cuncurèss in dialetto brianzolo [kũŋkuˈrɛs]) è un comune italiano di 16 133 abitanti della provincia di Monza e della Brianza in Lombardia. Situato circa sei chilometri a nord-est del capoluogo, fa parte del territorio del Vimercatese.

## Origini del nome
Secondo alcune ipotesi, Concorezzo deriverebbe da cum curte regia ("con la corte regia") e il paese, come scrive Floriano Pirola, "… sarebbe stato legato a Monza, che nel periodo longobardo era Corte Regia… ma documenti che ci confermino tale spiegazione non sono stati mai rinvenuti".
Molto spesso però i sovrani o signorotti (monzesi e milanesi) ponevano i loro "distaccamenti" di governo o abitazioni di campagna in questo borgo.
Il prof. Natale, direttore dell'Archivio di Stato di Milano, riteneva che Concorezzo fosse stata una corte regia, mentre Dante Olivieri, che compilò un dizionario di toponomastica lombarda, dichiara che Concorezzo deriva da cocculus ("piccolo dosso") e l'ing. Bottazzi cita la parola coco, cuoco con probabilità riferendosi a cosa rotondeggiante.
La presenza di un Concorès e di un Concoret in Francia riconducono più verosimilmente a una radice konkor che in celtico significa "luogo di raccolta".

## Storia
Pur se alcuni ritrovamenti archeologici testimoniano l'esistenza di insediamenti nella zona fin dall'epoca romana, l'impianto generale dell'abitato è di origine medioevale, ed è solo durante l'Alto Medioevo che ci giungono le prime notizie di Concorezzo.
Villaggio fortificato in epoca longobarda, a partire dal secolo VIII (745) il corrente toponimo inizia a essere citato seppure in diverse varianti fra cui Concoretio' (853), Concoretzio (892), Cucuretio' (1045) e ancora Concoretio nel Duecento.
 Secondo una leggenda la regina dei Longobardi Teodolinda creò dei segreti passaggi sotterranei per collegare il suo palazzo di Monza alle varie dipendenze sul territorio, fra cui Concorezzo, quali estreme vie di fuga in caso di pericolo.
Il paese fu l'unico della pieve di Vimercate a essere riconosciuto, nel XII secolo, quale "Borgo"; purtroppo è andata persa la sua esatta estensione e collocazione.
Nel XII secolo Concorezzo divenne uno dei principali centri dei Catari nel Nord Italia, essendo sede di un movimento ereticale noto come I Puerìtt de Cuncurèss ("I Poveretti di Concorezzo") o Credenti di Concorezzo, che fu poi annientato nella prima metà del XIII secolo dal podestà di Milano Oldrado da Tresseno.

### Simboli
Lo stemma comunale è stato riconosciuto con decreto del capo del governo del 18 luglio 1931. È presente a pagina 322 del volume I dello Stemmario Cremosano del XVII secolo.
Il gonfalone, concesso con D.P.R. del 24 febbraio 1956, è un drappo partito di rosso e di bianco.
La bandiera è un drappo di rosso, al palo di bianco, caricato in centro dello stemma comunale.

## Monumenti e luoghi d'interesse

### Le chiese
La maggior parte degli edifici religiosi presenti nel territorio di Concorezzo vantano un'origine molto antica, talvolta precedente all'anno mille.
- Chiesa di Sant'Eugenio, citata già alla metà del IX secolo, appartenente dapprima ai signori di Agrate, ai monaci di Baraggia poi e infine al capitolo di Monza. L'edificio attuale è a tre navate con soffitto a cassettoni. Dietro l'altare si trova un affresco del XV secolo raffigurante la Madonna in trono e due angeli musicanti, mentre nella navata destra un'altra immagine mariana rappresenta la Vergine con il Bambino, detta "Madonna dell'aiuto".
- Chiesa di San Damiano, esistente già intorno all'XI secolo. Fu parrocchiale di Concorezzo a partire dal 1565. Oggi ne rimane una cappella dedicata alla "Madonna del Rosario", all'incrocio tra via Battisti e via Toti.
- Attuale Parrocchiale dei Santi Cosma e Damiano, costruita nel XVIII secolo su progetto dell'architetto milanese Luigi Cagnola in sostituzione della precedente Parrocchiale di San Damiano, ormai dimensionalmente inadeguata. I lavori furono iniziati nel 1810 e il risultato fu un imponente edificio in stile neoclassico, introdotto da sei colonne ioniche reggenti un timpano triangolare. L'interno, costituito da un'unica grande navata con volta a botte, conserva il senso di maestosità della facciata. Il campanile è dell'architetto Andrea Pizzala (1798-1862). Nel 2015 l'altare anteriore della chiesa, costruito negli anni 1960, e l'ambone principale, vengono sostituiti con due opere d'arte di Marko Ivan Rupnik; a inizio 2016 viene ultimato il primo dei due grandi mosaici, sempre commissionati a Rupnik, raffigurante il Battesimo di Cristo, posto in corrispondenza del fonte battesimale, sulla sinistra appena entrati in chiesa. È in previsione la realizzazione di un altro mosaico di Rupnik, speculare a quello del Battesimo di Cristo, rappresentante il sacramento della Riconciliazione, in corrispondenza dei confessionali, sulla destra appena entrati nella navata dalla porta principale. Queste due grandi opere d'arte, dalle dimensioni considerevoli, di circa 40 metri quadrati, collocano la chiesa Parrocchiale Santi Cosma e Damiano di Concorezzo tra i luoghi di culto decorati da Marko Ivan Rupnik, insieme al Centro Aletti di Roma, al santuario di San Pio a San Giovanni Rotondo, al nuovo santuario di San Giovanni Paolo II di Cracovia e ai santuari di Fatima e Lourdes.
- Chiesa di San Salvatore (oggi Sant'Antonio) è ricordata in documenti dell'865. L'edificio attuale ha conservato il medioevale orientamento a oriente dell'abside. All'interno sono tuttora presenti diversi affreschi.

### Le ville

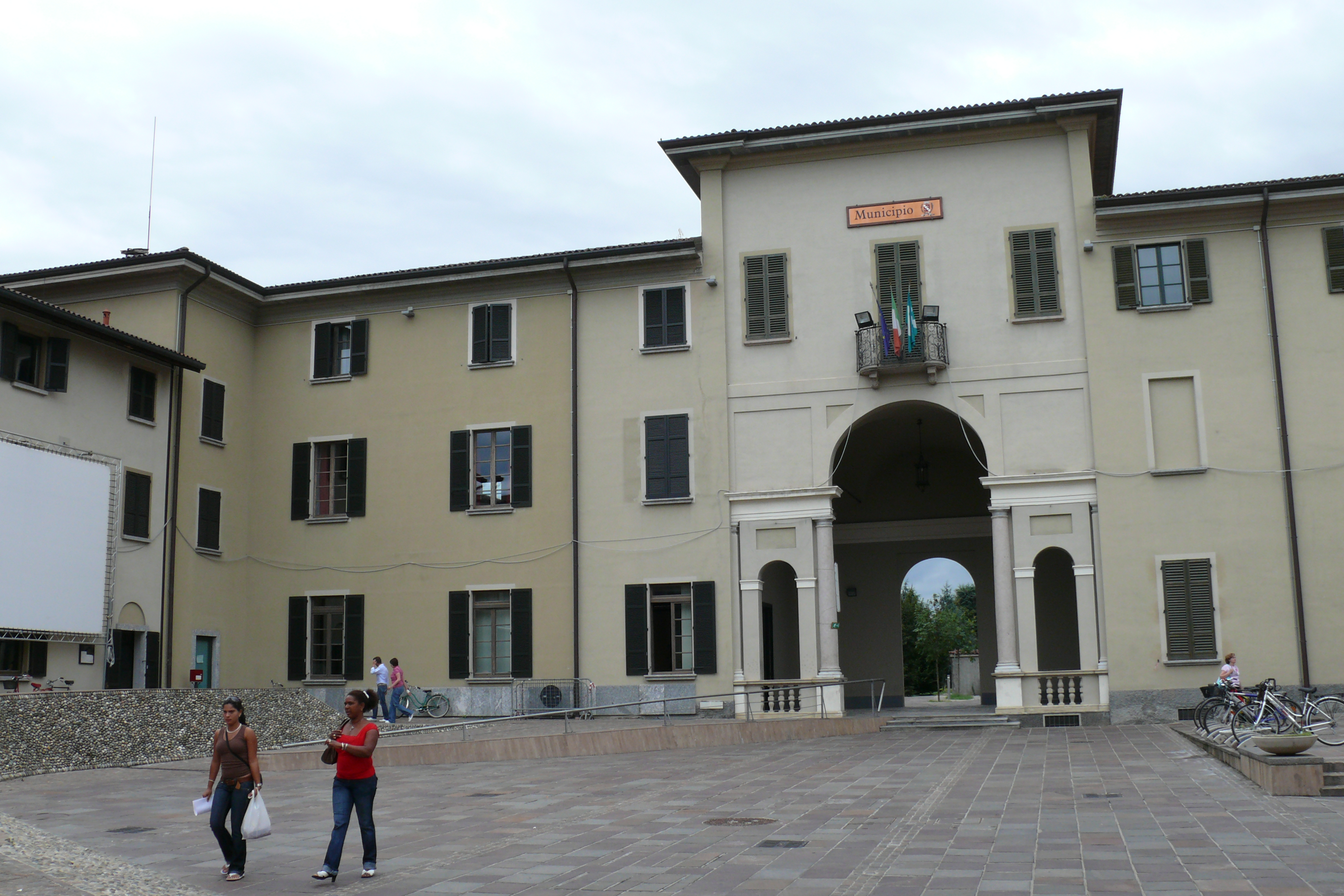
Palazzo De Capitani, sede del Municipio di Concorezzo

Molte delle nobili famiglie che abitarono a Concorezzo nel corso dei secoli, hanno lasciato tracce del loro passaggio nelle dimore signorili che ancora oggi caratterizzano il paesaggio comunale.
- Palazzo De Capitani, villa del XVII secolo posta al centro dell'antico borgo, così chiamata perché appartenuta alla famiglia De Capitani provenienti dalla Val di Scalve, a nord di Bergamo; il palazzo, attuale sede municipale, fu probabilmente voluto da Pirro De Capitani dopo l'investitura del feudo nel 1690. L'edificio si sviluppa su tre piani seguendo uno schema a U. Il corpo centrale è caratterizzato, nella parte mediana, da un portico a serliana che si sviluppa nella grande arcata centrale a due piani e occupa in profondità tutto lo spessore del corpo di fabbrica, aprendolo in tal modo al retrostante giardino.
- Villa Pernice (poi Gasporetti, ora sede della Banca Intesa)[13] si trova quasi di fronte al Palazzo De Capitani. Si tratta di uno splendido edificio in pieno centro, accanto alla chiesa dei Santi Cosma e Damiano. Famosa per aver ospitato la notte dell'11 giugno 1859, re Vittorio Emanuele II e il generale Cialdini in marcia verso Solferino e San Martino.
- Villa Zoia fu di proprietà della marchesa Teresa del Carreto Corio, poi del conte Lodovico Melzi e infine degli Zoia. L'edificio ha pianta a L ed è circondato da un vasto giardino attualmente adibito a parco pubblico. All'interno del Parco si trova un cedro dell'Atlante di oltre duecento anni.

Nelle vicinanze delle chiesa di Sant'Eugenio si trovano la settecentesca Villa Pini, circondata da un bel giardino e la coeva Villa Teruzzi.

### Parchi pubblici
- Parco di Villa Zoia
- Parco Scaccabarozzi
- Parco San Francesco
- Parco 5º Alpini
- Parco XXV Aprile

## Società

### Evoluzione demografica
- 1 050 nel 1751
- 1 170 nel 1771
- 1 252 nel 1805
- 2 492 dopo l'annessione di Agrate nel 1809
- 1 312 nel 1811
- 2 243 nel 1853
- 2 320 nel 1859

Abitanti censiti

### Etnie e minoranze straniere
Secondo i dati ISTAT, al 31 dicembre 2010 la popolazione straniera residente era di 1 189 persone, pari al 7,73% di tutti i residenti. Le nazionalità maggiormente rappresentate in base alla loro percentuale sul totale della popolazione residente erano:
| Pos. | Cittadinanza | Popolazione |
| ---- | ------------ | ----------- |
| 1    | Romania      | 195         |
| 2    | Marocco      | 191         |
| 3    | Ecuador      | 169         |
| 4    | Albania      | 110         |
| 5    | Perù         | 87          |

## Cultura

### Nella letteratura
- Sono ambientati a Concorezzo alcuni capitoli del romanzo La cena secreta (trad. it. La cena segreta, Marco Tropea Editore, 2005) dell'autore spagnolo Javier Sierra. Nel romanzo, che si svolge nel XVI secolo, ai tempi in cui Leonardo da Vinci stava ultimando la sua celebre Ultima Cena, a Concorezzo è ancora presente una folta comunità catara, eresia che in realtà fu sterminata nel XIII secolo. A parte questa finzione storica (che è voluta dall'autore e che costituisce il nucleo della narrazione) il romanzo contiene notevoli incongruenze geografiche, parecchie delle quali riguardano proprio la localizzazione di Concorezzo: la cittadina viene infatti presentata come un villaggio di montagna, i cui abitanti svolgono i loro riti catari all'interno di grotte, sebbene in realtà Concorezzo sorga a soli 171 metri s.l.m., su una pianura alluvionale del tutto piatta e, naturalmente, priva di grotte. Inoltre, un personaggio, giungendo a Milano da Concorezzo, entra nella città passando da Porta Magenta (l'attuale Porta Vercellina), mentre avrebbe dovuto entrarvi da Porta Orientale (l'attuale Porta Venezia), trovandosi Concorezzo a nord-est di Milano.
- Sempre a Concorezzo sono ambientati anche alcuni capitoli di un altro romanzo La tela dell'Eretico (Mursia Editore, 2012), scritto dal giallista milanese Fabrizio Carcano, incentrato sulla figura di Leonardo da Vinci e sulla sua presunta appartenenza all'eresia dei Catari. Vi si racconta di una cellula catara ancora operante a Milano nel 2011, che avrebbe scelto Concorezzo come sede per le proprie attività clandestine di culto.

## Infrastrutture e trasporti
Concorezzo è raggiungibile dalle uscite 16 e 17 della Tangenziale Est di Milano.
Alcune linee della società Nord-Est Trasporti collegano Concorezzo con i principali centri limitrofi.
Fra il 1890 e il 1958 la città era servita dalla tranvia Monza-Trezzo-Bergamo.

## Amministrazione

Il gonfalone comunale

| Periodo        | Periodo        | Primo cittadino    | Partito                       | Carica  | Note          |
| -------------- | -------------- | ------------------ | ----------------------------- | ------- | ------------- |
| 23 aprile 1995 | 13 giugno 2004 | Alberto Bernareggi | lista civica "Forza centro"   | Sindaco | [ 17 ] [ 18 ] |
| 14 giugno 2004 | 6 giugno 2009  | Antonio Lissoni    | centro-sinistra               | Sindaco |               |
| 7 giugno 2009  | 26 maggio 2019 | Riccardo Borgonovo | centro-destra (PDL - LN)      | Sindaco | [ 19 ]        |
| 27 maggio 2019 | in carica      | Mauro Capitanio    | centro-destra (FI - LN - FdI) | Sindaco |               |

## Galleria d'immagini

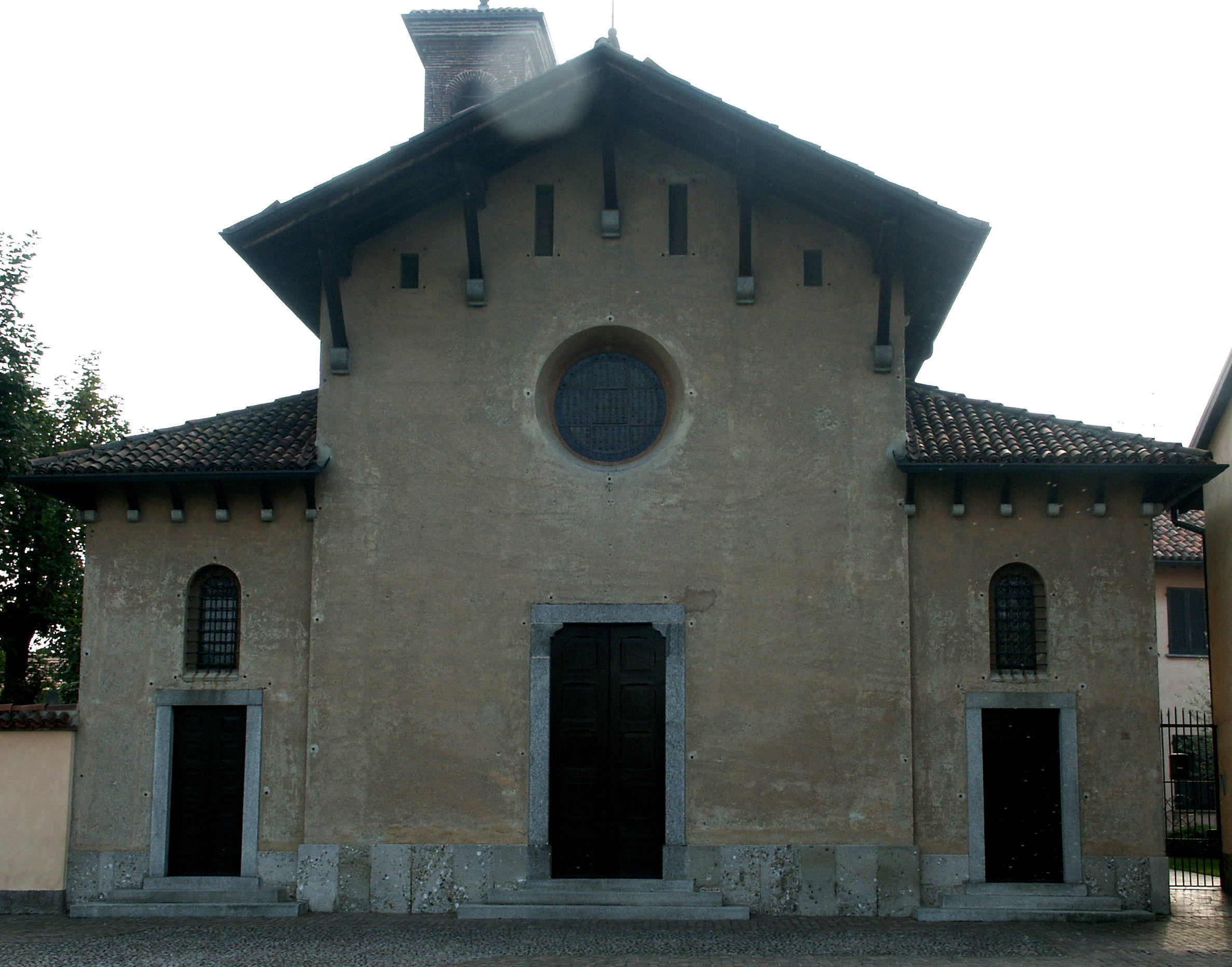
Sant'Eugenio (VIII secolo)
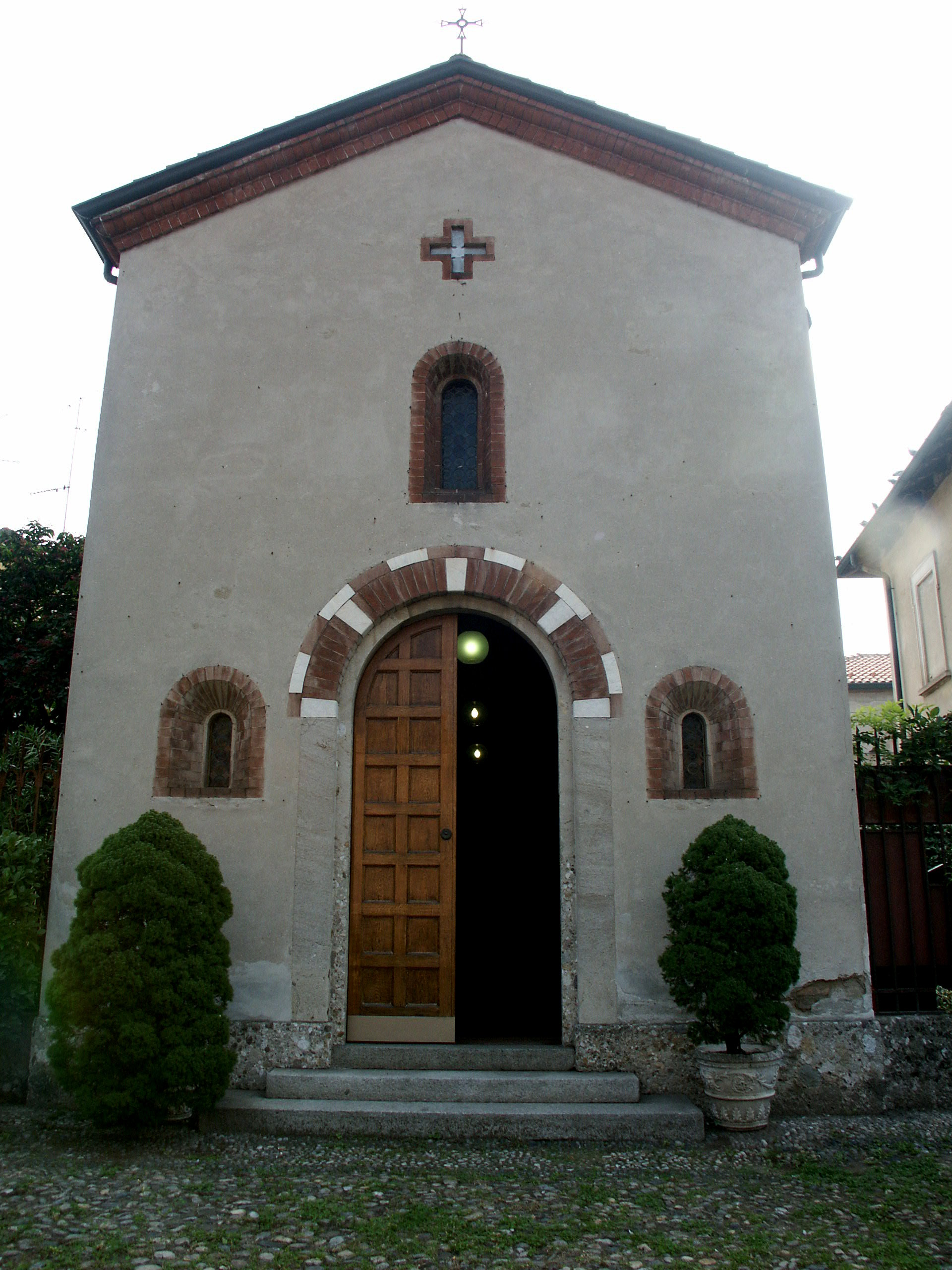
Sant'Antonio
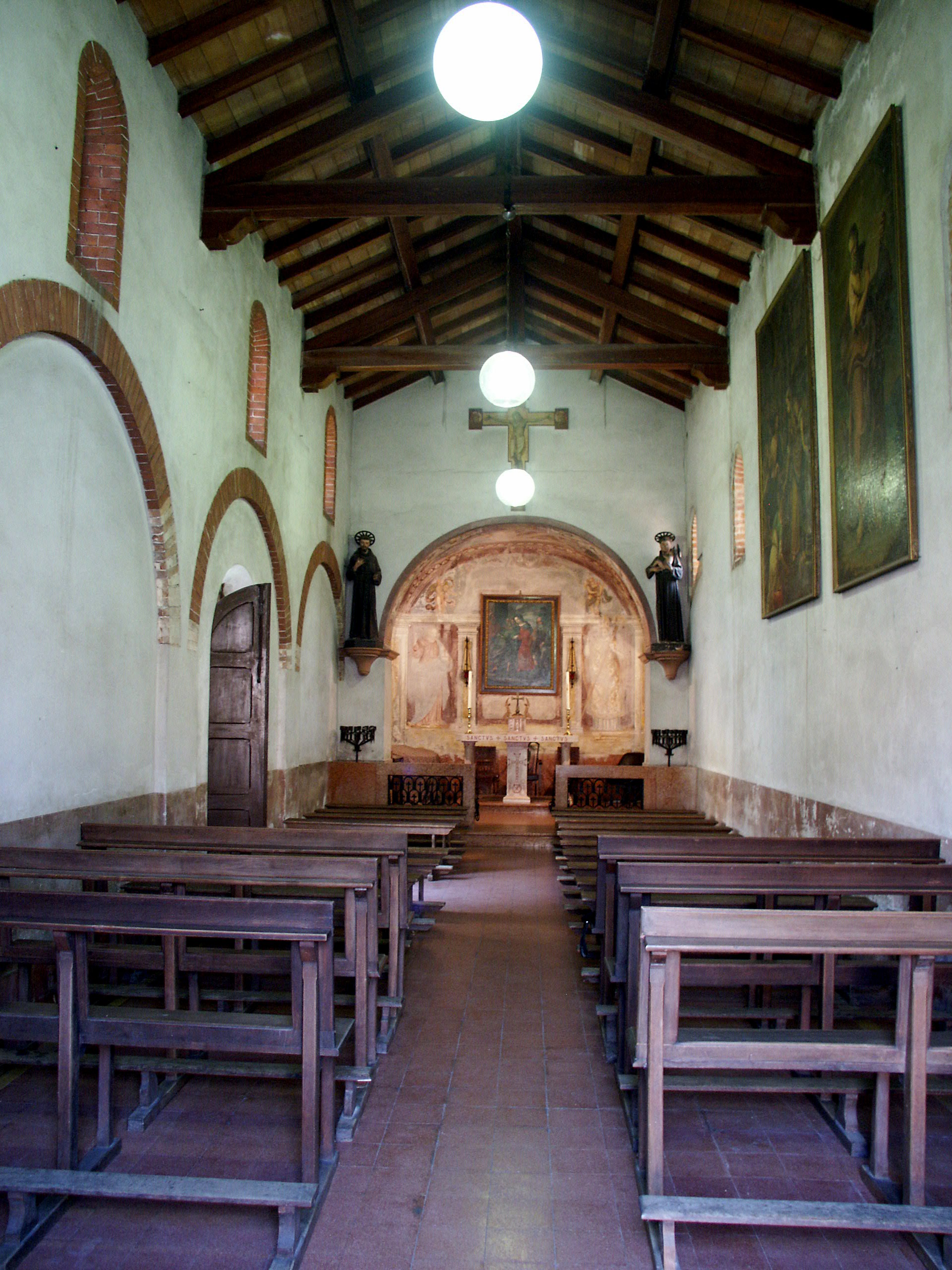
Sant'Antonio, la navata
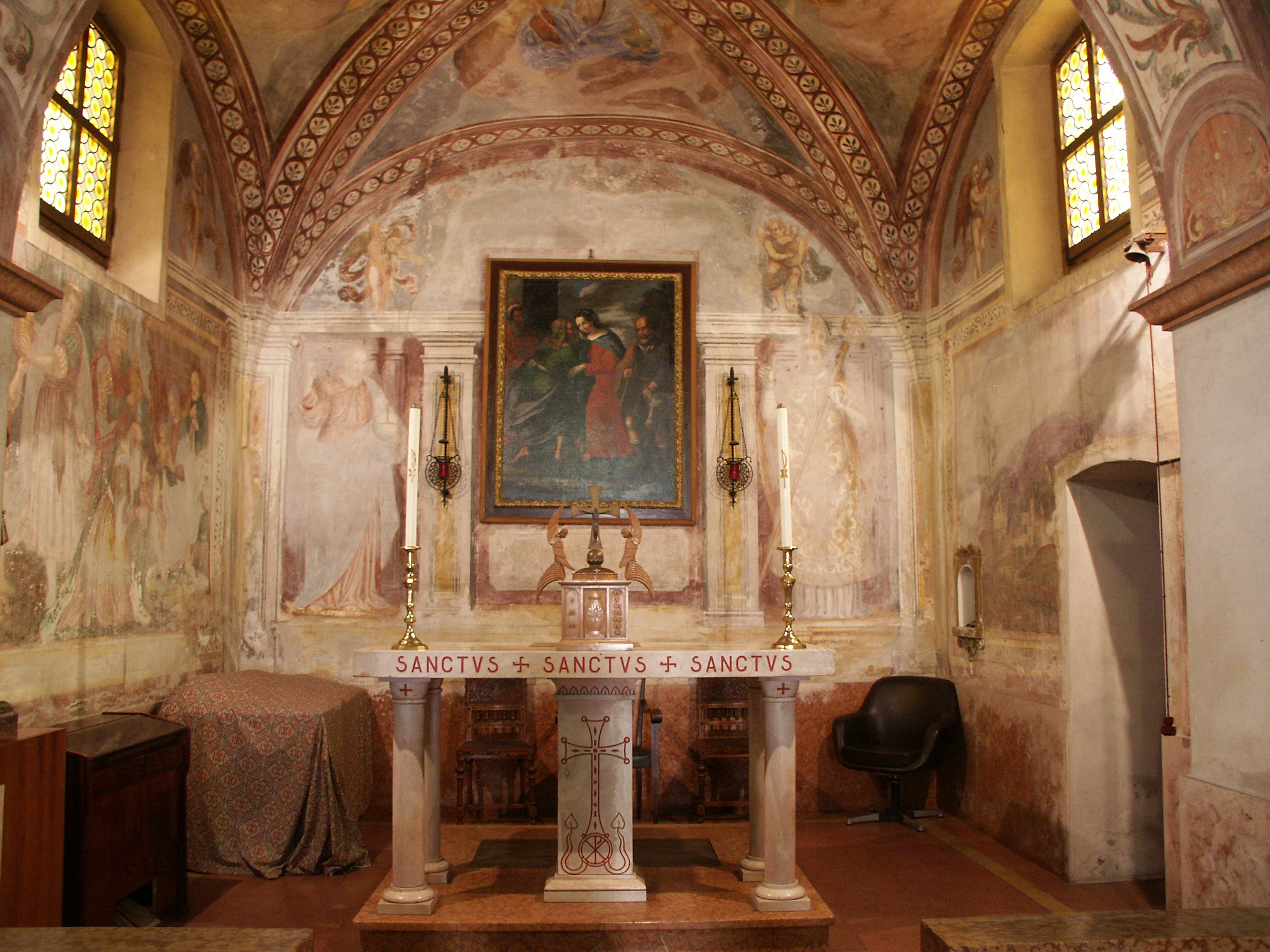
Sant'Antonio, l'abside
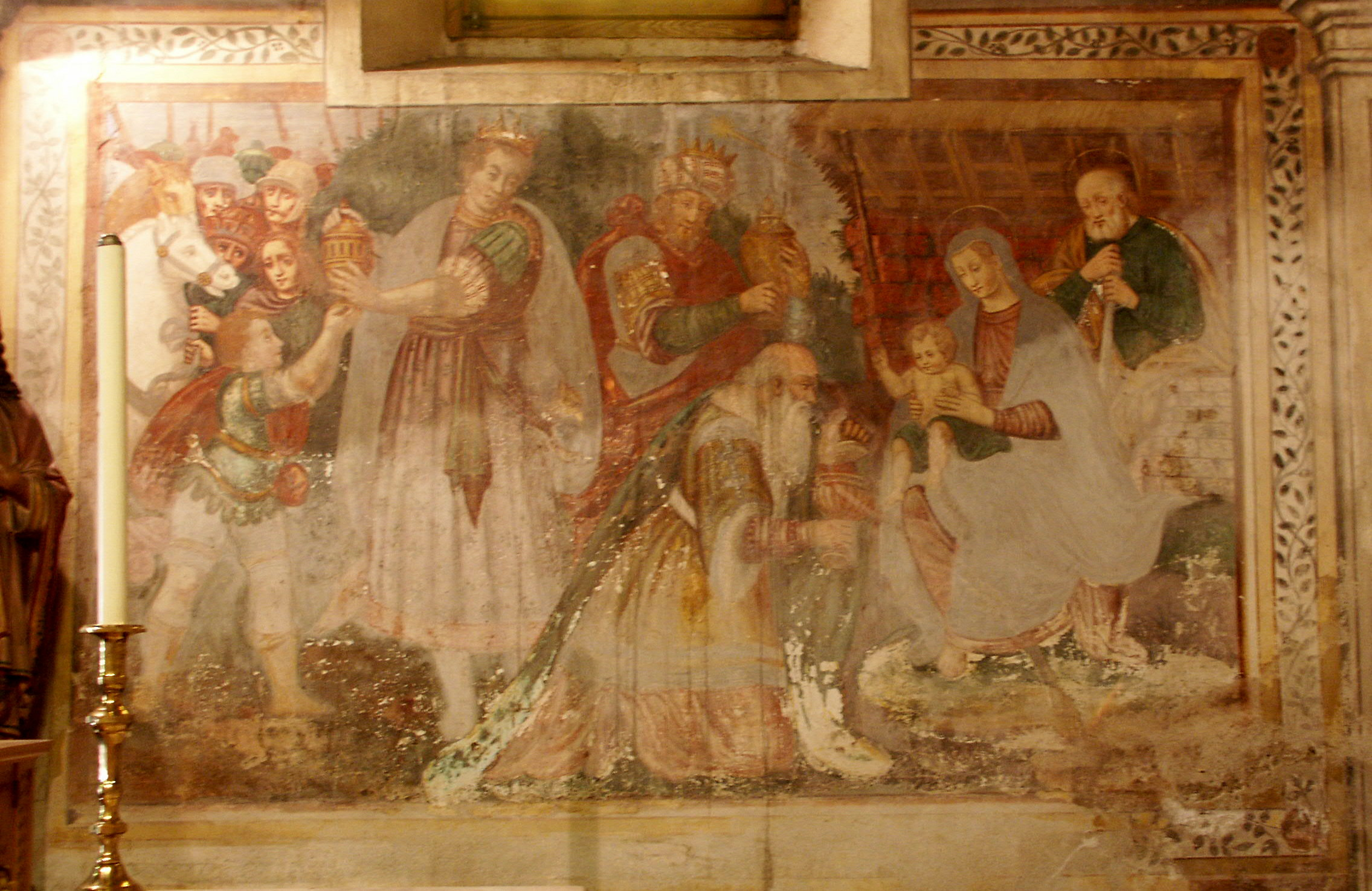
Sant'Antonio, adorazione dei Magi
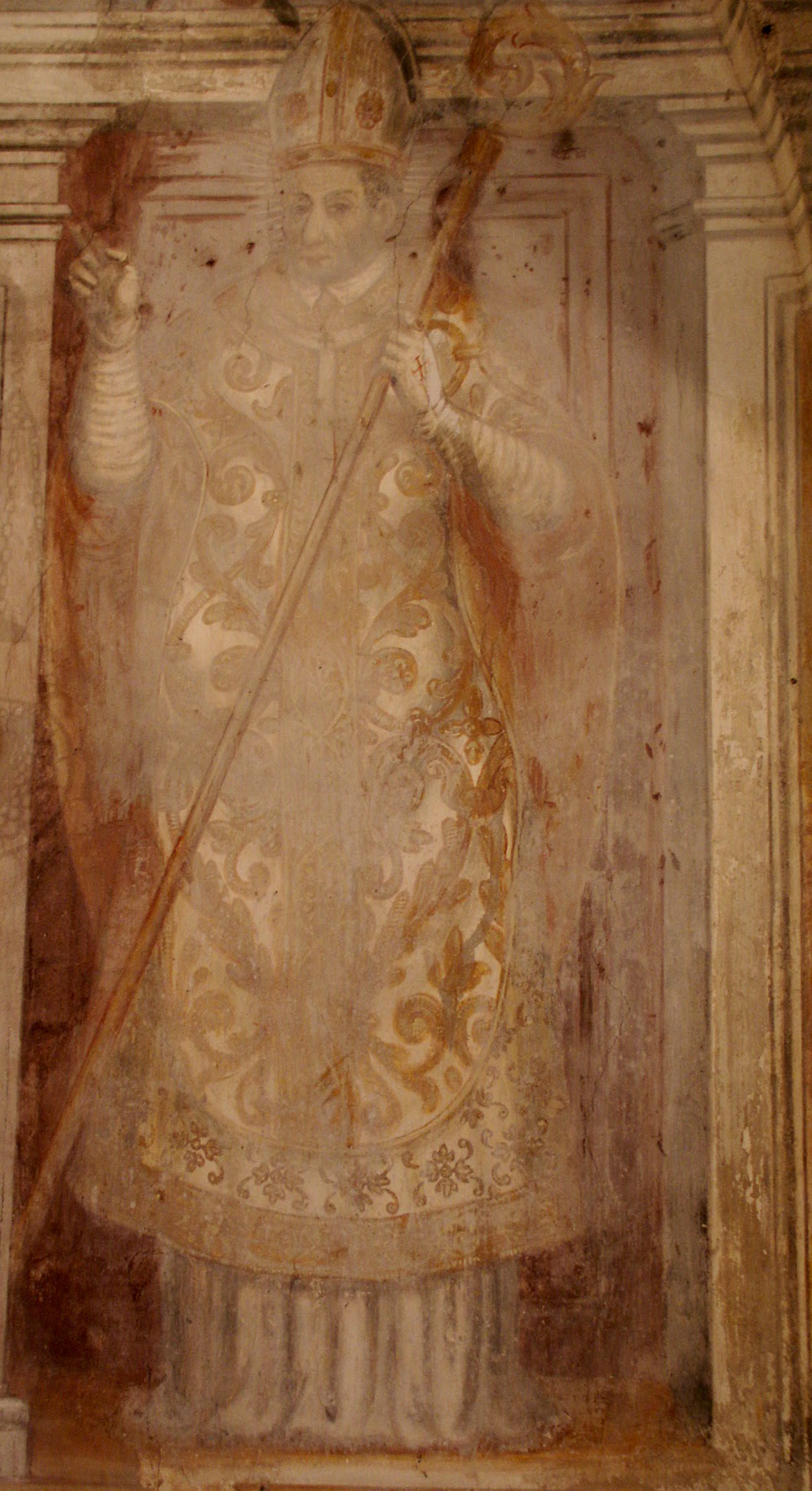
Sant'Antonio, probabilmente San Carlo
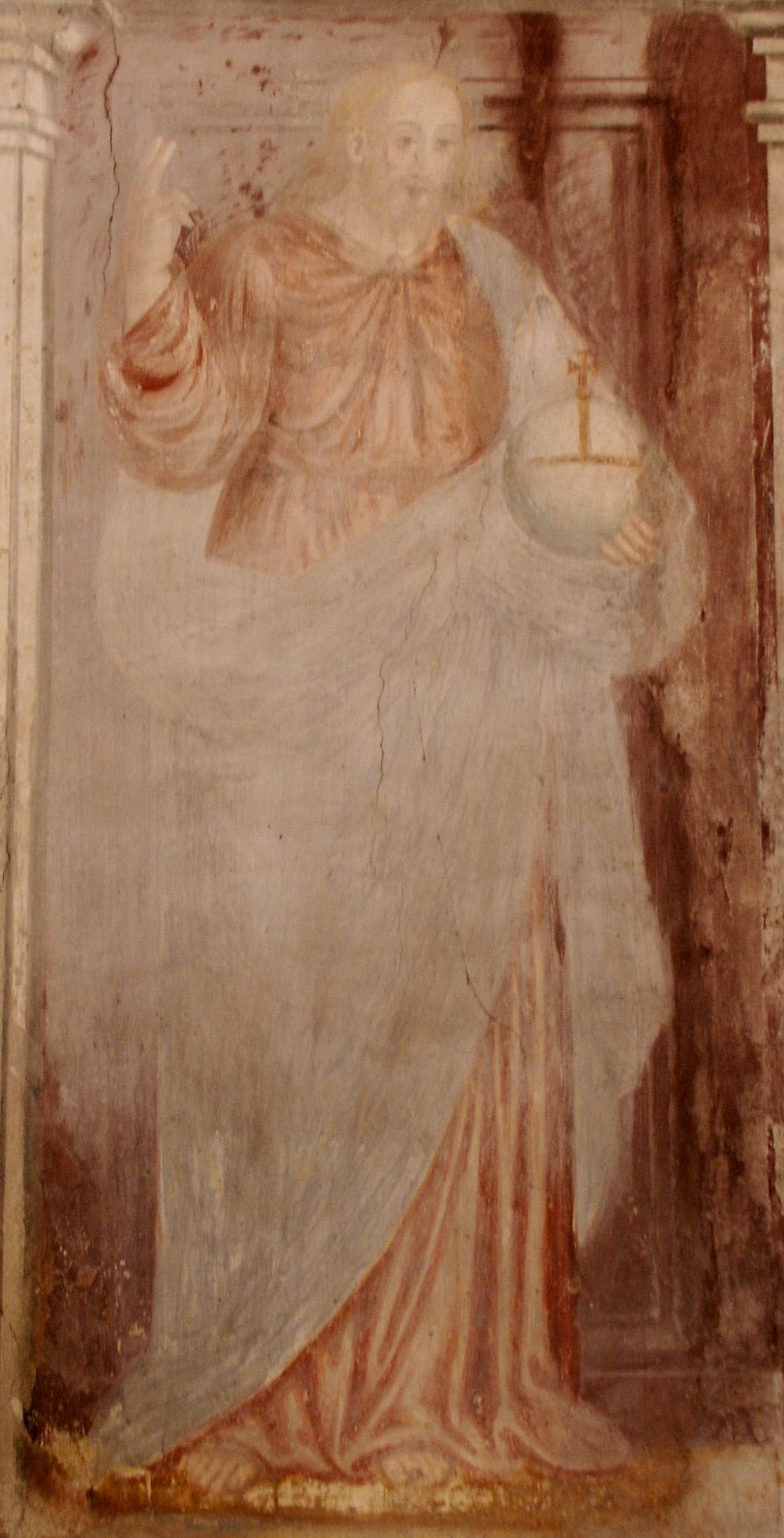
Sant'Antonio, Cristo e mondo
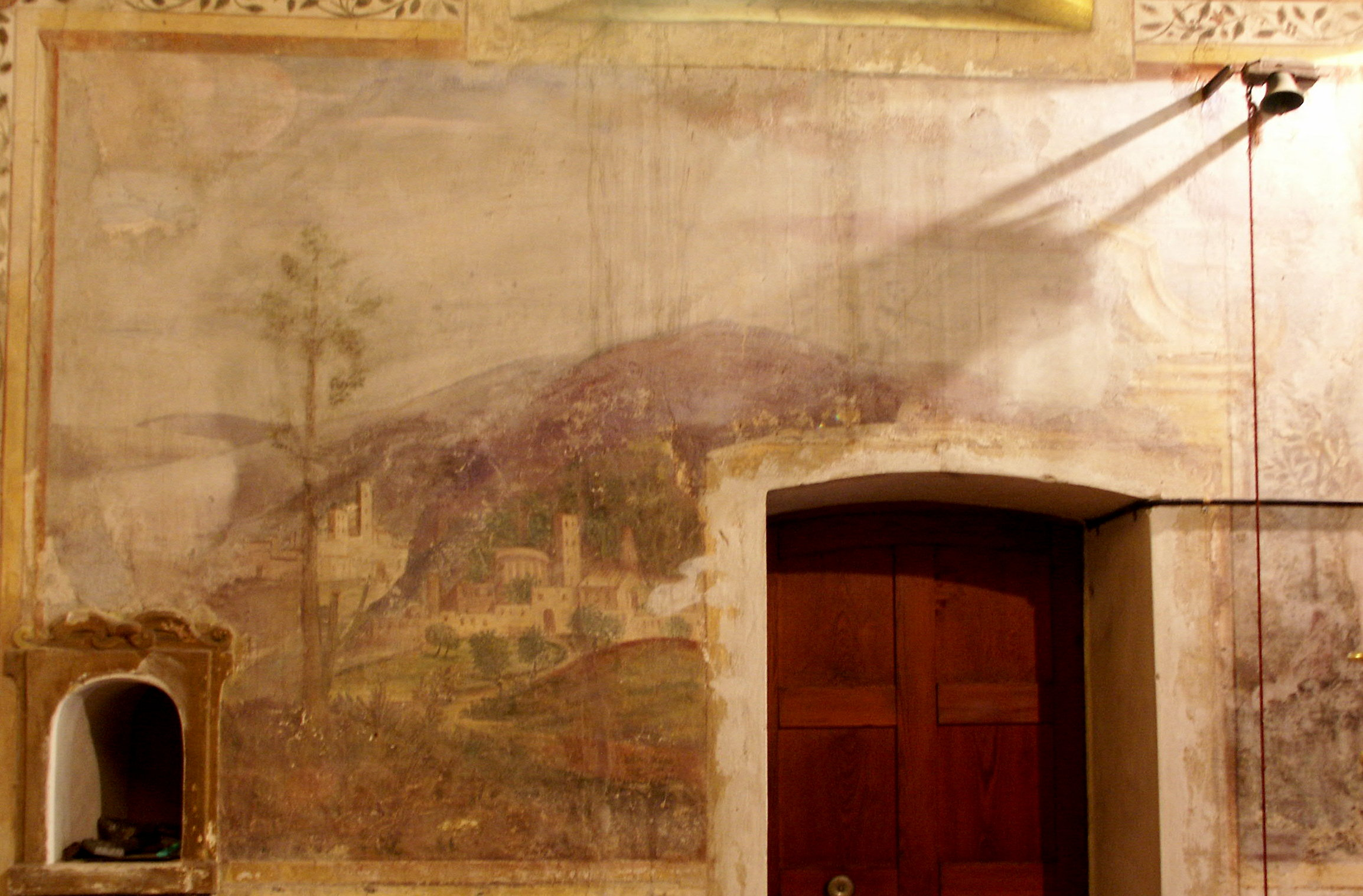
Sant'Antonio, paesaggio